# Joe Meriweather
Joe C. Meriwheater (Phenix City, 26 ottobre 1953 – Columbus, 13 ottobre 2013) è stato un cestista, allenatore di pallacanestro e dirigente sportivo statunitense, professionista nella NBA, in Italia e in Spagna.

## Carriera
Venne selezionato dagli Houston Rockets al primo giro del Draft NBA 1975 (11ª scelta assoluta).
Con gli Stati Uniti disputò i Campionati mondiali del 1974.

## Statistiche

### NBA

#### Regular season
| Anno      | Squadra         | PG  | PT  | MP   | TC%  | 3P%  | TL%  | RP  | AP  | PRP | SP  | PP   |
| --------- | --------------- | --- | --- | ---- | ---- | ---- | ---- | --- | --- | --- | --- | ---- |
| 1975-1976 | Houston Rockets | 81  | -   | 25,2 | 49,4 | -    | 64,4 | 6,4 | 1,0 | 0,4 | 1,5 | 10,2 |
| 1976-1977 | Atlanta Hawks   | 74  | -   | 27,9 | 52,6 | -    | 71,4 | 8,1 | 1,1 | 0,6 | 1,1 | 11,1 |
| 1977-1978 | Utah Jazz       | 54  | -   | 23,6 | 47,2 | -    | 65,4 | 6,9 | 1,1 | 0,3 | 2,2 | 8,8  |
| 1978-1979 | Utah Jazz       | 36  | -   | 17,8 | 44,9 | -    | 65,4 | 5,1 | 0,9 | 0,5 | 1,1 | 6,1  |
| 1978-1979 | N.Y. Knicks     | 41  | -   | 25,7 | 50,5 | -    | 68,8 | 5,5 | 1,2 | 0,6 | 1,3 | 9,5  |
| 1979-1980 | N.Y. Knicks     | 65  | -   | 24,1 | 52,8 | 0,0  | 64,5 | 5,4 | 1,0 | 0,6 | 1,8 | 9,0  |
| 1980-1981 | K.C. Kings      | 74  | -   | 20,5 | 49,6 | -    | 69,5 | 5,3 | 1,0 | 0,4 | 1,1 | 7,6  |
| 1981-1982 | K.C. Kings      | 18  | 10  | 21,1 | 51,6 | -    | 77,5 | 4,9 | 0,9 | 0,7 | 1,2 | 6,9  |
| 1982-1983 | K.C. Kings      | 78  | 74  | 21,9 | 57,0 | -    | 62,6 | 5,4 | 0,8 | 0,6 | 1,1 | 7,9  |
| 1983-1984 | K.C. Kings      | 73  | 31  | 20,6 | 53,2 | -    | 76,4 | 4,8 | 0,7 | 0,5 | 0,8 | 6,6  |
| 1984-1985 | K.C. Kings      | 76  | 4   | 14,0 | 49,8 | 50,0 | 77,4 | 3,5 | 0,4 | 0,2 | 0,4 | 4,5  |
| Carriera  | Carriera        | 670 | 119 | 22,1 | 51,1 | -    | 68,7 | 5,6 | 0,9 | 0,5 | 1,2 | 8,1  |

#### Play-off
| Anno     | Squadra    | PG | PT | MP   | TC%  | 3P% | TL%  | RP  | AP  | PRP | SP  | PP  |
| -------- | ---------- | -- | -- | ---- | ---- | --- | ---- | --- | --- | --- | --- | --- |
| 1981     | K.C. Kings | 10 | -  | 19,9 | 49,0 | -   | 57,1 | 3,1 | 0,5 | 0,5 | 0,7 | 5,6 |
| Carriera | Carriera   | 10 | -  | 19,9 | 49,0 | -   | 57,1 | 3,1 | 0,5 | 0,5 | 0,7 | 5,6 |

## Palmarès

### Squadra
- Liga catalana: 1

Joventut Badalona: 1987

### Individuale
- NBA All-Rookie First Team (1976)